# Tara (Russie)
Pour les articles homonymes, voir Tara.
Tara (en russe : Тара) est une ville de l'oblast d'Omsk, en Russie. Sa population s'élevait à 26 618 habitants en 2013.

## Géographie
Tara est située dans le sud de la plaine de Sibérie occidentale, à la confluence de la rivière Tara et de l'Irtych, à 219 km — 302 km par la route — au nord-est d'Omsk.

## Histoire
Tara est une des plus anciennes villes de la région. Elle fut d'abord un fort érigé par Yermak à la fin du XVIe siècle, au cours de ses expéditions en Sibérie. Tara a contribué à la naissance de nombreuses autres villes de Sibérie, y compris Omsk, grâce à des expéditions militaires conduites à la demande des chefs militaires de Tara, dès 1600. Cependant la Route de Sibérie au XVIIIe siècle puis le chemin de fer Transsibérien à la fin du XIXe siècle passèrent loin de la ville.
Depuis 1943, Tara est le centre administratif du raïon Tarski. La ville a reculé dans le classement des villes de l'oblast selon leur population, dépassée par Issilkoul, Kalatchinsk et Nazyvaïevsk, qui ont bénéficié de leur desserte par le Transsibérien.
Depuis le début de ce siècle, Tara bénéficie de l'ouverture d'un pont routier permanent, qui franchit l'Irtych, complétant la liaison routière Tomsk-Tara-Tobolsk, et de la mise en exploitation des champs pétrolifères de Krapivinskoïe, au nord de l'oblast.

## Population
Recensements (*) ou estimations de la population
| 1897* | 1926*  | 1939*  | 1959*  | 1970*  | 1979*  |
| ----- | ------ | ------ | ------ | ------ | ------ |
| 7 223 | 10 300 | 15 372 | 22 646 | 22 358 | 23 248 |

| 1989*  | 2002*  | 2006   | 2010*  | 2012   | 2013   |
| ------ | ------ | ------ | ------ | ------ | ------ |
| 26 152 | 26 888 | 26 778 | 27 318 | 24 641 | 27 740 |